# حميد لوناوسي
حميد لوناسي (3 أبريل 1955

 في تيزي وزو) سياسي جزائري ووزير سابق للنقل.

## سيرة شخصية
عضو مؤسس في الرابطة الجزائرية للدفاع عن حقوق الإنسان، كان حميد لوناسي ناشطًا في جبهة القوى الاشتراكية (FFS) ، التي أسسها حسين آيت أحمد ، غادر هذا الحزب السياسي في عام 1991 للانضمام إلى حزب التجمع من أجل الثقافة و الديمقراطية (RCD) ، بقيادة سعيد السعدي . وانتخب نائباً تحت راية هذا الحزب في 5 يونيو 1997 وأصبح رئيس المجموعة البرلمانية للتجمع من أجل الثقافة والديمقراطية. في اليوم التالي لتولي الرئيس عبد العزيز بوتفليقة السلطة في أبريل 1999 انضم حزبه إلى الائتلاف الحكومي وعيّنه رفقة عمارة بن يونس وزيرا في السلطة التنفيذية الجزائرية.

## الوزير
في 24 ديسمبر 1999 دخل الحكومة وزيراً للنقل. في حكومة بن بيتور
من 26 أوت 2000 إلى غاية 31 ماي 2001، وزيراً للنقل. في حكومة بن فليس الأولى.
ترك المنصب عام 2002 بناء على طلب حزبه. أراد التجمع من أجل الثقافة والديمقراطية التظاهر ضد القمع الشرس الذي أصاب شباب القبائل خلال ما سيسمى الربيع الأسود.

## تغيير التيار
في نوفمبر 2008 استقال حميد لوناسي من التجمع من أجل الثقافة والديمقراطية. تدريجيا ، نأى بنفسه عن المعارضة وانتهي به الأمر إلى الاقتراب من قوة الجنرالات.
في ديسمبر 2011 وقع عريضة لصالح اللواء المتقاعد خالد نزار، الذي حوكم بسبب أعمال تعذيب من قبل النظام القضائي السويسري بعد شكوى من مواطنين جزائريين.
غالبًا ما يُنتقد هذا السياسي من قبل حزبيه السابقين، التجمع من أجل الثقافة والديمقراطية و جبهة القوى الاشتراكية . حيث يعتبرونه قريب جداً من عقائد النظام الجزائري. فعندما كان وزيرا للنقل، رفض حميد لوناسي السماح للصحفي التونسي توفيق بن بريك ، الذي يعارض الرئيس بن علي، باستقلال طائرة الخطوط الجوية الجزائرية التي كانت ستنقله من تونس إلى الجزائر العاصمة.